# Cannabis light

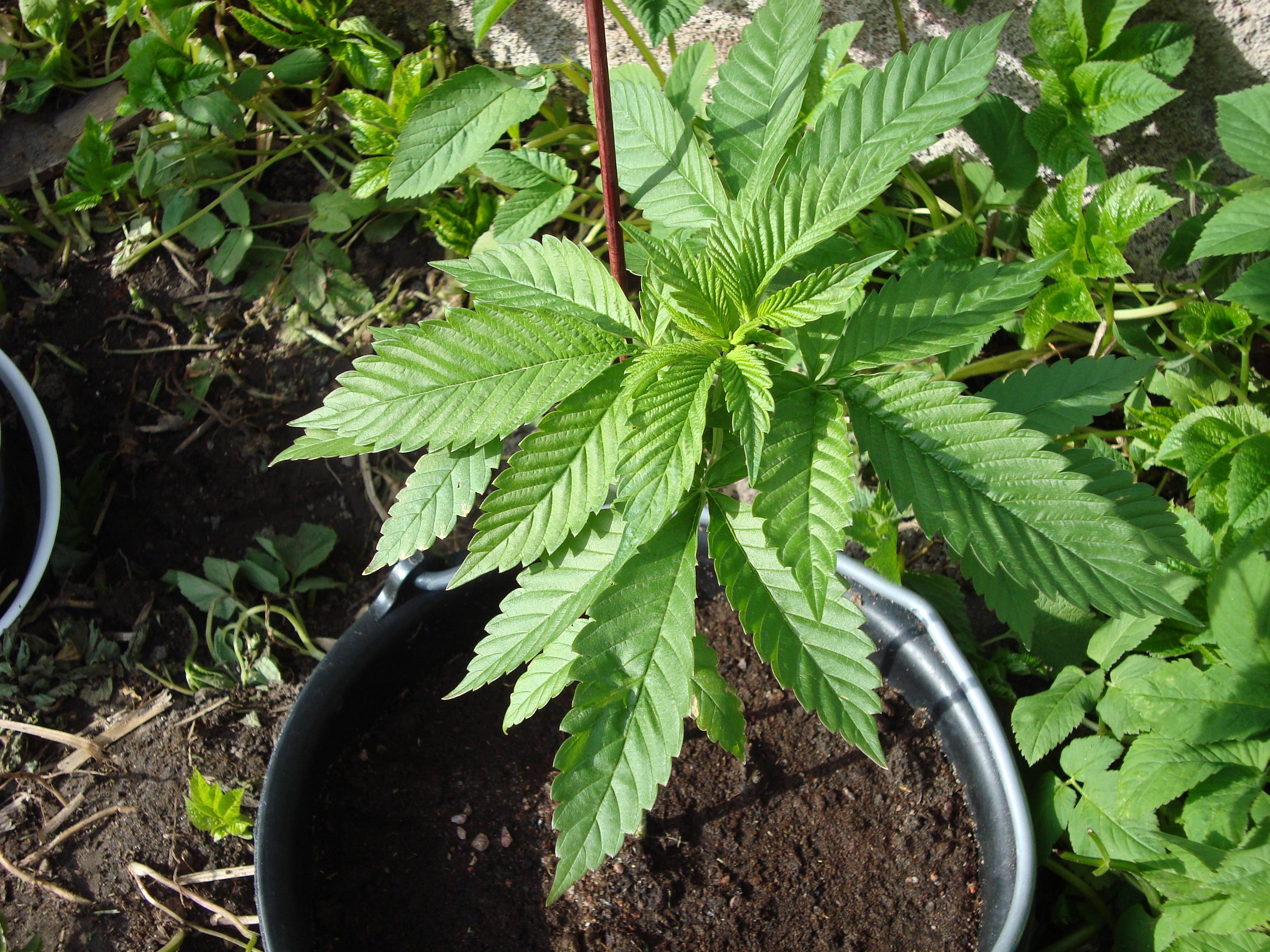
Una pianta di Northern Light, varietà light della Cannabis sativa

La cannabis light (chiamata anche marijuana light o canapa light) è il nome generico con cui ci si riferisce comunemente alle varietà di Cannabis in cui la quantità del principio attivo delta-9-tetraidrocannabinolo (THC) è bassa o insignificante.
Per questo motivo, la cannabis light è considerata legale in alcuni Stati in cui invece la cannabis con alti livelli di THC illegale.

## Caratteristiche
La cannabis light presenta un contenuto molto basso di delta-9-tetraidrocannabinolo (THC), il principio attivo responsabile dell'effetto stupefacente della marijuana, ma contiene invece il metabolita cannabidiolo (CBD), che ha un effetto rilassante.

## Nel mondo
La cannabis light, con soglie diverse di THC, è considerata legale nei seguenti Stati:
- Italia: THC < 0,6% (per effetto della legge 2 dicembre 2016, n. 242);[4][5][6][7][8]
- Danimarca: THC < 0,2%;[senza fonte]
- Messico: THC < 1% (solo per uso terapeutico);[9]
- Polonia: THC < 0,2%;[senza fonte]
- Romania: THC < 0,2% (solo per uso terapeutico);[senza fonte]
- Stati Uniti d'America: THC < 0,3% (la cosiddetta "Charlotte's web");[senza fonte]
- Svezia: THC < 0,2%;[senza fonte]
- Svizzera: THC < 1%.[10]